# Ringo Summer 2016 Tour
Ringo Summer 2016 Tour es la actual gira musical del músico británico Ringo Starr que comenzó el 3 de junio de 2016  en la ciudad de Siracusa y seguirá con una serie de conciertos por Norteamérica.

## Fechas
| Fecha               | Ciudad           | País           | Recinto                        |
| ------------------- | ---------------- | -------------- | ------------------------------ |
| Norteamérica        |                  |                |                                |
| 3 de junio de 2016  | Siracusa         | Estados Unidos | Lakeview Amphitheater          |
| 4 de junio de 2016  | Salamanca        | Estados Unidos | Seneca Allegany Casino         |
| 5 de junio de 2016  | Port Chester     | Estados Unidos | Capitol Theatre                |
| 7 de junio de 2016  | Englewood        | Estados Unidos | Bergen Performing Arts Center  |
| 8 de junio de 2016  | Bangor           | Estados Unidos | Cross Insurance Center         |
| 10 de junio de 2016 | Gilford          | Estados Unidos | Bank of New Hampshire Pavilion |
| 11 de junio de 2016 | Worcester        | Estados Unidos | DCU Center                     |
| 12 de junio de 2016 | Bangor           | Estados Unidos | Cross Insurance Center         |
| 15 de junio de 2016 | Reading          | Estados Unidos | Santander Arena                |
| 17 de junio de 2016 | Washington D. C. | Estados Unidos | Warner Theatre                 |
| 18 de junio de 2016 | Cary             | Estados Unidos | Koka Booth Amphitheatre        |
| 19 de junio de 2016 | Nashville        | Estados Unidos | Ryman Auditorium               |
| 21 de junio de 2016 | Fort Wayne       | Estados Unidos | Foellinger Theatre             |
| 22 de junio de 2016 | Cincinnati       | Estados Unidos | Riverbend Music Center         |
| 23 de junio de 2016 | Detroit          | Estados Unidos | Fox Theatre                    |
| 25 de junio de 2016 | Lincoln          | Estados Unidos | Pinewood Bowl Theatre          |
| 26 de junio de 2016 | Wichita          | Estados Unidos | Hartman Arena                  |
| 28 de junio de 2016 | Denver           | Estados Unidos | Paramount Theatre              |
| 1 de julio de 2016  | San Diego        | Estados Unidos | Humphreys Concerts By The Bay  |
| 2 de julio de 2016  | Los Ángeles      | Estados Unidos | Greek Theatre                  |

- Datos: Q23022659